# Eleição municipal de Guarapari em 2016
A eleição municipal de Guarapari em 2016 foi realizada para eleger um prefeito, um vice-prefeito e 17 vereadores no município de Guarapari, no estado brasileiro do Espírito Santo. Foram eleitos Edson Figueiredo Magalhães e Miguel Angelo Agrizzi para os cargos de prefeito(a) e vice-prefeito(a), respectivamente.
Seguindo a Constituição, os candidatos são eleitos para um mandato de quatro anos a se iniciar em 1º de janeiro de 2017. A decisão para os cargos da administração municipal, segundo o Tribunal Superior Eleitoral, contou com 88.250 eleitores aptos e 18.362 abstenções, de forma que 20.81% do eleitorado não compareceu às urnas naquele turno.

## Antecedentes
A eleição municipal de Guarapari em 2016 era muito importante e de grandes expectativas, pois a eleição anterior (no ano de 2012) havia sido turbulenta e cheia de reviravoltas, já que Edson Magalhães (PPS na época), o candidato mais votado com 39.027 votos, teve sua candidatura indeferida pelo TSE(que havia entendido que o candidato estava concorrendo a um terceiro mandato), e mesmo Ricardo Conde (PSB) sendo considerado o vencedor da eleição, Magalhães ter tido mais da metade dos votos válidos permitiu que fosse convocada uma nova eleição.
Por isso, no dia 03/02/2013, aconteceram as eleições suplementares (as primeiras no Brasil em 2013), com a vitória de Orly Gomes(DEM), com 24.709 votos (43% dos votos válidos). As eleições suplementares aconteceram de forma tranquila.

## Campanha
Em setembro de 2015, o então prefeito Orly Gomes encaminhou à Câmara Municipal para votação a criação de uma nova secretaria, e, consequentemente, 10 novos cargos comissionados, fato que gerou uma revolta e protestos na população, pois estavam em meio a uma crise econômica nacional e local. Foram 5 votos contra e 12 a favor, criando um sentimento na população de contrariedade com os políticos.
Em fevereiro de 2016, Edson Magalhães deixa o PMDB, entrando no PSD no mês seguinte, alegando que sua saída serviria para viabilizar sua candidatura, apesar dos boatos de que haveria se desentendido com o presidente local do partido, Marquinho Borges. Ao final de abril, 5 pré-candidatos estavam confirmados para concorrer à prefeitura.
No mês de julho, as regras para a campanha mudaram, diminuindo a possibilidade de doações para os candidatos (tanto para empresas quanto para os eleitores), novos tetos de gastos e prestação de contas, menor tempo de campanha e propaganda eleitoral e a proibição de cavaletes e faixas nas vias públicas.
Outro protesto marcante foi no mês de agosto, em que a população ficou contra a mudança de um itinerário de ônibus, que dificultaria a vida de quem quisesse ir de Guarapari para as demais cidades da Grande Vitória. Nesse mês também ocorreu um debate dos candidatos a prefeitura organizado pelos alunos do IFES.

## Resultados

### Eleição municipal de Guarapari em 2016 para Prefeito
A eleição para prefeito contou com 8 candidatos em 2016: Carlos Von Schilgen Ferreira do Partido da Social Democracia Brasileira, Marco Antonio Nader Borges do Movimento Democrático Brasileiro (1980), Edson Figueiredo Magalhães do Partido Social Democrático (2011), Ricardo Rios do Sacramento do Rede Sustentabilidade, José Amaral Fernandes Filho do Partido Socialismo e Liberdade, Franz Tristão de Almeida do Podemos (Brasil), Gedson Queiroz Merizio do Partido Socialista Brasileiro, Manoel Ferreira Couto do Partido dos Trabalhadores que obtiveram, respectivamente, 27.772, 3.121, 27.926, 464, 794, 1.293, 0, 878 votos. O Tribunal Superior Eleitoral também contabilizou 20.81% de abstenções nesse turno. 
| Candidato(a)                        | Vice                           | Coligação                                      | Votos recebidos | Percentual |
| ----------------------------------- | ------------------------------ | ---------------------------------------------- | --------------- | ---------- |
| Edson Figueiredo Magalhães (PSD)    | Miguel Angelo Agrizzi          | Reconstruir Guarapari                          | 27926           | 44.86%     |
| Carlos Von Schilgen Ferreira (PSDB) | Rubens Simoes de Almeida Netto | Muda Guarapari                                 | 27772           | 44.62%     |
| Marco Antonio Nader Borges (MDB)    | Rutelea Wandekoken Rocio       | Por Você Guarapari                             | 3121            | 5.01%      |
| Franz Tristão de Almeida (PODE)     | Marcia Cristina de Oliveira    | Podemos (sem coligação)                        | 1293            | 2.08%      |
| Manoel Ferreira Couto (PT)          | Breno Botti Correa             | Partido dos Trabalhadores (sem coligação)      | 878             | 1.41%      |
| José Amaral Fernandes Filho (PSOL)  | Hélia Mara de Deus             | Partido Socialismo e Liberdade (sem coligação) | 794             | 1.28%      |
| Ricardo Rios do Sacramento (REDE)   | Wilcler Carvalho Lopes         | Um Novo Jeito de Caminhar                      | 464             | 0.75%      |
| Gedson Queiroz Merizio (PSB)        | Edesio Lorenzoni               | Partido Socialista Brasileiro (sem coligação)  | 0               | 0%         |

### Eleição municipal de Guarapari em 2016 para Vereador
Na decisão para o cargo de vereador na eleição municipal de 2016, foram eleitos 17 vereadores com um total de 60 371 votos válidos. O Tribunal Superior Eleitoral contabilizou 2 545 votos em branco e 6 972 votos nulos. De um total de 88 250 eleitores aptos, 18 362 (20.81%) não compareceram às urnas .
| Nome                                   | Partido político                               | Coligação                  | Votos recebidos | Percentual |
| -------------------------------------- | ---------------------------------------------- | -------------------------- | --------------- | ---------- |
| Wendel Sant Ana Lima                   | Partido Social Democrático (PSD)               | De Volta ao Futuro         | 1736            | 2.88%      |
| Ademir José Gomes Pereira              | Podemos (PODE)                                 | Podemos (sem coligação)    | 1642            | 2.72%      |
| Fernanda Mazzelli Almeida Maio         | Partido Social Democrático (PSD)               | De Volta ao Futuro         | 1434            | 2.38%      |
| Enis Soares de Carvalho                | Patriota (PATRI)                               | Caminhando Juntos          | 1388            | 2.3%       |
| Marcial Souza Almeida                  | Solidariedade (SD)                             | Caminhando Juntos          | 1286            | 2.13%      |
| Clebio Marques Brambati                | Partido Trabalhista Brasileiro (PTB)           | De Volta ao Futuro         | 1179            | 1.95%      |
| Alexander Bigossi                      | Partido Democrático Trabalhista (PDT)          | Renovação com Qualidade    | 1103            | 1.83%      |
| Rosangela Nunes Loyola                 | Partido Democrático Trabalhista (PDT)          | Renovação com Qualidade    | 1097            | 1.82%      |
| Lennon Monjardim de Araújo             | Podemos (PODE)                                 | Podemos (sem coligação)    | 1094            | 1.81%      |
| Oziel Pereira de Sousa                 | Partido Social Cristão (PSC)                   | De Volta ao Futuro         | 1061            | 1.76%      |
| Marcos Antonio da Silva de Souza Grijo | Partido Democrático Trabalhista (PDT)          | Renovação com Qualidade    | 1043            | 1.73%      |
| Thiago Paterlini Monjardim             | Movimento Democrático Brasileiro (MDB)         | Por Você Guarapari 2       | 1014            | 1.68%      |
| Rogerio Mello Zanon Alves              | Partido Republicano Progressista (PRP)         | Guarapari Para Todos       | 1006            | 1.67%      |
| Paulina Aleixo Pinna                   | Partido Progressista (PP)                      | Juntos Somos Mais Fortes   | 853             | 1.41%      |
| Kamilla Carvalho Rocha                 | Democratas (DEM)                               | Guarapari Para Todos       | 787             | 1.3%       |
| Gilmar Pinheiro                        | Partido da Social Democracia Brasileira (PSDB) | Juntos Para Fazer Historia | 756             | 1.25%      |
| Denizart Luiz do Nascimento            | Partido da Social Democracia Brasileira (PSDB) | Juntos Para Fazer Historia | 695             | 1.15%      |

## Análise
A vitória de Edson Magalhães fecha o ciclo instável que se iniciou na eleição municipal de 2012, em que mesmo tendo o apoio majoritário da população, não pode tomar posse, vindo a acontecer 4 anos depois. Porém, sua vitória dessa vez não foi larga em comparação a anterior, tendo vencido por apenas 154 votos, só sendo definido o futuro prefeito do município após a contagem de votos de todas as urnas eletrônicas, mostrando que houve um desgaste de sua imagem no decorrer dos anos.
Para aumentar ainda mais a polarização, o discurso de vitória do candidato eleito foi marcado por ataques aos adversários e à atual administração, prometendo fazer Guarapari voltar acrescer e "ser grande novamente", sendo aplaudido e ovacionado constantemente pelos seus eleitores.
Quanto ao legislativo, apenas 5 dos 17 vereadores foram reeleitos para o cargo, mostrando que a população não estava feliz com seus antigos representantes, e desejavam uma mudança.